# Partita (Lutosławski)
Partita is de titel van een tweetal werken van de Poolse componist Witold Lutosławski uit de jaren 1980-1989.

## Versie 1
Lutosławski schreef de eerste versie van het stuk in 1984 voor viool en piano. Er kwam een verzoek tot een werk van het Saint Paul Chamber Orchestra binnen. Dat wilde een werk voor violist Pinchas Zukerman en begeleider Marc Neikrug. Zij gaven dan ook de eerste uitvoering van die versie in Saint Paul (Minnesota). De titel verwijst naar het barokgenre partita. Lutosławski gaf daar wel een moderne draai aan. In de barok zitten vaak passages die aangeduid kunnen worden als aleatorisch. Lutosławski schreef een vijfdelig werk bestaande uit vastliggende gecomponeerde muziek waarbij in twee delen (2 en 4 en een passage in deel 5) de uitvoerende zelf de vrijheid heeft om meer te kunnen improviseren.

## Versie 2
In 1988 schreef Lutosławski een tweede versie. Deze was bedoeld voor violiste Anne-Sophie Mutter. Hij droeg het werk aan haar op. Mutter was dan ook de soliste tijdens de uitvoering in München, waar de componist leiding gaf aan de Münchner Philharmoniker op 10 januari 1990. Het werk heeft dezelfde structuur als versie 1.

## Delen
Het werk bestaat uit vijf delen:
1. Allegro giusto
2. Ad libitum
3. Largo
4. Ad libitum
5. Presto

Het werk bestaat in wezen uit drie delen (1, 3 en 5), die onderbroken worden door twee interludes (2 en 4). Deel 1 is bedoeld als een muzikale introductie, deel 3 de ontwikkeling en deel 5 een afsluiting met coda. De delen 2 en 4 zijn vrij van opzet. De componist had deze manier van componeren toen pas ontdekt en paste het ook toe in andere werken, zoals Chain 2.

## Orkestratie
- 2 dwarsfluiten die tevens piccolo moeten spelen, 2 klarinetten (II tevens basklarinet), 2 fagotten (II tevens contrafagot)
- 2 trompetten, 2 trombones
- pauken,  percussie, 1 harp,  piano met eventueel tevens celesta
- violen, altviolen, celli, contrabassen

## Discografie
- Uitgaven Naxos
  - bestelnr. 8.572450 plaatst Interlude tussen Partita en Chain 2 in een uitvoering onder leiding van de componist
- Uitgave Deutsche Grammophon: Mutter met het BBC Symphony Orchestra o.l.v. de componist[1]